# Johannes Biebl
Johannes „Hansi“ Biebl (* 20. Februar 1945 in Berlin) ist ein deutscher Rockmusiker und -sänger.

## Leben
Biebl erwarb das Abitur und erlernte den Beruf des Funkmechanikers. Er spielte 1964 bei der Reichert Combo und 1965 bei den Atlantics. Von 1966 bis 1969 absolvierte er an der Musikschule Friedrichshain in Ost-Berlin eine Ausbildung für Gitarre und Tanzmusik und war Gitarrist bei den Berolina Singers (1966/67), den Alexanders (1967), der Modern Soul Band (1968–1971), der Klaus Lenz-Band (1971/72) und bei dem Lakomy-Ensemble (1972/73).
1974 gründete er die Johannes Biebl Blues Band, die 1975 Auftrittsverbot erhielt, 1976 spielte er bei Veronika Fischer & Band. 1977 gewann er mit der Gruppe 4 PS den Grand Prix des Internationalen Schlagerfestivals in Dresden. Ab 1978 trat er mit der Hansi Biebl Band auf.
Biebl übersiedelte 1984 nach West-Berlin, wo er unter anderem zeitweise mit Gerulf Pannach und Christian Kunert zusammenarbeitete. 1987 zog er nach Bremen um. Seit 1990 gibt er vor allem in den neuen Bundesländern Konzerte.

## Werke
- Zweigroschenlied, 1977, Grand Prix beim Internationalen Schlagerfestival in Dresden
- Hansi Biebl Band, 1979, LP
- Es gibt Momente, 1979
- Der lange Weg, 1981, LP
- Die frühen Jahre, 1990, CD
- Unter den Wolken, 1998, CD
- Savannah, 1975, erschienen 2009, CD
- Unter den Wolken und mehr, 2010, CD